# ドラマ24
『ドラマ24』（ドラマトゥウェンティーフォー）は、2005年10月8日（7日深夜）からテレビ東京系列で、毎週土曜日 0時12分 - 0時52分（金曜深夜）に放送されている連続ドラマ放送枠、およびその冠タイトル。

## 概要
既存のドラマではできないようなお色気路線から本格的なSFまで、何でもありの製作スタイルを取っており、2015年には第52回『ギャラクシー賞』特別賞を受賞した。
原則0:12 - 0:52までの40分枠だが、2024年4月期・7月期、2025年1月期は、0:12 - 0:42の30分番組となっていた。

## 本番組における主な扱い

### テレビ東京系列局・BSテレ東
- テレビ大阪を除くTXN系列局では、2010年10月クール『嬢王3 〜Special Edition〜』から字幕放送が開始された。番組連動データ放送も2010年7月クールの『モテキ』からテレビ大阪を除くTXN系列局で実施していたが、2014年7月クールの『アオイホノオ』を以って一旦終了。2016年10月クールの『勇者ヨシヒコと導かれし七人』では再びテレビ大阪を除くTXN系列局で実施している。
- テレビ大阪では、2014年7月クールの『アオイホノオ』から字幕放送が開始されたが、作品によって字幕放送が未実施になる場合がある。
- 2012年10月開始の『勇者ヨシヒコと悪霊の鍵』からは放送時間が1分短縮され、テレビ大阪を除く各局は24時12分 - 24時52分の放送となった[2]。2012年10月から月曜 - 木曜の『neo sports』の24時45分 - 25時00分への移動に伴い、平日24時12分開始の番組は本枠のみになり、テレビ大阪では『マジすか学園3』第11話以降は14分繰り上がり、月曜23時58分 - 24時40分の放送となった。2011年10月から2015年3月までは土曜0:53 - 1:23枠→土曜0:52 - 1:23枠〈いずれも金曜深夜〉もドラマ枠であったために、金曜24:12 - 25:23はドラマ枠となっていた。
- 2011年9月までは『バラエティ7』枠（テレビ愛知は『バラエティ10〜っと』枠）で放送されていたが、『バラエティ7』枠消滅に伴い、2011年10月から2012年9月までは単独番組扱いとして放送されていたが、2012年10月から2016年3月までは『ソコアゲ★ナイト』枠で放送される。
- またこの番組とは別に、2014年4月から9月と2015年1月から6月に、テレ東自社制作扱いの連続ドラマが、前者は水曜深夜枠、後者は月曜深夜枠の「ソコアゲ★ナイト」で放送された。
- BSテレ東ではBSジャパン時代から字幕放送は未実施であったが現在は字幕放送を実施している。当初は放送順通りに放送していなかったが、現在は一部作品を飛ばしながら放送順通りに放送している。また、2013年4月から9月までは地上波と同じく『ドラマ24』→『金曜25時枠』（日曜23:30 - 翌0:35、いずれも遅れネット。遅れ日数は同一。金曜25時枠は前半のみ）のセット放送となっていた他、『みんな!エスパーだよ!』からは『ドラマ24』のタイトルを外して放送していると同時に、BSジャパン専用のサイトも開設された。2017年10月クールの『新宿セブン』はBSジャパンでの放送は行われず、代わりに2016年4月クールの『ナイトヒーロー NAOTO』が再放送されている。また本来は2020年7月度（夏季）クールで放送するはずだった『浦安鉄筋家族』は、新型コロナウィルス感染拡大に伴うスタジオでの収録に遅れや中断の影響により、地上波テレ東系においても2020年5月16日放送の第6話（番組では6発目と称する）を最後として中断しているため、BSテレ東での遅れネットでの放送も延期されている。

### 他系列局
- テレビ東京系列外局では、一部の作品を飛ばしたり、放送順通りに放送していない局もある。BSテレ東におけるネット開始以降は作品や編成によってはテレビ東京系列はもちろんのこと、BSテレ東よりも遅れネットしている局がある。局によってはテレビ東京系列同様にジャンクションを放送する局がある。
- 一時期枠自体を打ち切られたものの、後に枠自体を再開した局や、一部地域では放映権移行が行われた地域もある。また本枠をネットしている局がある場合でも作品によってネット局が変わる地域もある。
- 編成によっては2作品を同時に1クール内で放送する場合がある他、自系列番組や他系列番組の放送、遅れ幅の調整、放送機器点検の為休止となることもある。枠自体の打ち切り後も作品によってはネットする局もある。
- なお、本枠で放送された作品の地上波における放送実績がない府県は京都・兵庫・徳島・佐賀の4府県である。

### 再放送
- テレビ東京では木曜 3:05 - 3:40（再放送の枠タイトルは『ドラマシリーズ』）に再放送を行っている[注 2]。また、作品によってはテレビ東京以外のテレビ東京系列局や、テレビ東京系列外局でも再放送を実施する場合があり、BSテレ東や系列外局の中には新作の放送を休止して、本放送と同じ時刻に再放送を実施する局がある。但し『まほろ駅前番外地』に関しては、2013年10月から12月までテレビ大阪以外のテレビ東京系列局で『ソコアゲ★ナイト』水曜枠において再放送を実施した。

### ネット配信
- ひかりTVではテレビ東京での放送終了直後より見逃し配信（定額見放題）を行なっており[3]、2015年4月期の『不便な便利屋』より4K画質での見逃し配信を開始した[4]（2023年1月期の『今夜すきやきだよまで』）。2023年4月期の『シガテラ』からはLeminoを含めたプランで視聴可能[5]。
- Leminoでは2023年4月期の『シガテラ』から見逃し配信が定額見放題で視聴可能[6]。
- Paraviでは2019年7月期の『Iターン』までは見逃し配信はレンタル視聴、2クール後より定額見放題であったが、10月期の『孤独のグルメSeason8』から2023年4月期の『シガテラ』まで見逃し配信が定額見放題だった[7]。2023年6月30日にはU-NEXTに統合された[8]。
- U-NEXTでは2023年7月期の『初恋、ざらり』より見逃し配信が定額見放題[9]。
- Lemino、U-NEXT以外の動画配信サービスでは放送終了直後より1話ないしパックでのレンタル視聴が行なわれるほか、一部の配信サービス（Amazon Prime Video、Huluなど）では2クール後より一定期間、定額見放題のラインナップに加えられる。
- ネットもテレ東（公式サイト、TVer）[注 3]でテレビ東京での放送終了後に最新回が広告付き無料で視聴可能。不定期で過去作品の再配信もある。

### その他
- 放送開始当初は視聴者のターゲットが20代～30代までの男性層としており、時間が深夜帯ということもあって、作品（「秘書のカガミ」、「嬢王」等）によっては性的なシーンがある作品が存在した。ただ最近は放送倫理の変化などもありそのようなシーンや題材を扱う作品は激減しており、一般の深夜連続ドラマ枠に近い状態となっている。このため全日帯で遅れネットや再放送を行う局も増えてきている。
- 開始前のジャンクションのナレーションは、出演者もしくは作品のナレーターが担当している。
- テレビ東京制作の連続ドラマ枠（海外ドラマは除く）はここ最近は改廃が激しいものの、本枠は開始以来順調であり、テレビ東京の改編によっては本枠にテレビ東京制作連続ドラマ枠の制作資源を集中させることもある他[11]、テレビ東京制作連続ドラマ枠が本枠のみとなる場合がある。
- 当枠2010年1 - 3月に放送された『マジすか学園』はAKB48が主役だったが、そのなかで演出された暴力シーンが問題となった。深夜帯の時間枠にも関わらず、主役のAKB48（およびそのメンバー）が各雑誌（少年コミック誌も含む）に掲載されていることもあって、中高生が見ることが想定されたため、BPOにも苦情が寄せられた[12][13]。
  - 同作品は第3シリーズまでが当枠で放送されたが、第4シリーズはたまたま放送時期の2015年1月期にテレ東に空き枠がないという理由で[14]日本テレビに放送局を変更、第5シリーズも日テレが放映権を持ちながらも、暴力描写が激しいという理由で地上波での放送は序盤2回のみにとどめ、残りは日テレ系の動画配信サイト「hulu」[15]での限定配信に変更された。

#### 東日本大震災による影響
- 2011年3月11日に発生した東日本大震災の影響で、3月11日に放送予定だった『URAKARA』第9話は当日報道特別番組を放送した関係で3月18日（テレビ大阪は3月21日）に放送された。また、系列局・系列外局を問わず、震災直後は本枠の作品が放送休止となったため、放送開始が延期された作品が相次いだ。特に東北地方のネット局では震災・生活・行方不明者情報の編成や節電に伴う放送終了時刻の繰り上げで約1か月も放送を休止・延期するという事態も起きている。
- 放送開始日が延期された作品とネット局は以下の通り。

| 放送対象地域   | 放送局             | 系列           | 作品名                    | 放送開始予定日 | 延期後の 放送開始日 |
| -------------- | ------------------ | -------------- | ------------------------- | -------------- | ------------------- |
| 関東広域圏     | テレビ東京         | テレビ東京系列 | マジすか学園2             | 2011年4月8日   | 2011年4月15日       |
| 北海道         | テレビ北海道       | テレビ東京系列 | マジすか学園2             | 2011年4月8日   | 2011年4月15日       |
| 愛知県         | テレビ愛知         | テレビ東京系列 | マジすか学園2             | 2011年4月8日   | 2011年4月15日       |
| 岡山県・香川県 | テレビせとうち     | テレビ東京系列 | マジすか学園2             | 2011年4月8日   | 2011年4月15日       |
| 福岡県         | TVQ九州放送        | テレビ東京系列 | マジすか学園2             | 2011年4月8日   | 2011年4月15日       |
| 大阪府         | テレビ大阪         | テレビ東京系列 | マジすか学園2             | 2011年4月11日  | 2011年4月18日       |
| 福島県         | 福島中央テレビ     | 日本テレビ系列 | URAKARA                   | 2011年3月31日  | 2011年4月28日       |
| 鳥取県・島根県 | 日本海テレビ       | 日本テレビ系列 | 嬢王3 〜Special Edition〜 | 2011年3月19日  | 2011年3月26日       |
| 広島県         | 広島テレビ         | 日本テレビ系列 | URAKARA                   | 2011年5月13日  | 2011年5月20日       |
| 熊本県         | くまもと県民テレビ | 日本テレビ系列 | URAKARA                   | 2011年5月7日   | 2011年5月14日       |
| 岩手県         | IBC岩手放送        | TBS系列        | URAKARA                   | 2011年4月22日  | 2011年5月20日       |
| 山形県         | テレビユー山形     | TBS系列        | URAKARA                   | 2011年4月15日  | 2011年4月29日       |
| 長野県         | 信越放送           | TBS系列        | 怨み屋本舗 REBOOT         | 2011年3月18日  | 2011年3月25日       |
| 富山県         | チューリップテレビ | TBS系列        | 湯けむりスナイパー        | 2011年3月21日  | 2011年3月28日       |
| 長崎県         | 長崎放送           | TBS系列        | トラブルマン              | 2011年3月17日  | 2011年3月24日       |
| 奈良県         | 奈良テレビ         | JAITS          | マジすか学園2             | 2011年4月15日  | 2011年4月22日       |

## 作品
以下にあげる作品のうち、「孤独のグルメ」「東京センチメンタル」を除いて、すべて外部の制作プロダクションまたは広告代理店、あるいはその両方との共同制作の形を採っている。この場合は制作プロダクション・テレビ東京のほか広告代理店・番組協賛企業・映像ソフト会社などによる製作委員会方式を採用しているため、クレジットも「制作 TV TOKYO（ロゴ）、（制作プロダクション等。通常フォントかロゴかはまちまち）」「製作著作 （作品名）製作委員会」としている。
- 原作者が空欄となっている個所は当番組のオリジナル作品。
- 出演者の肩書きは本放送当時のもの。
- 番号の「特」は特別編として扱われている作品であり、作品数にカウントされない（括弧内が実際の作品数）。

制作プロダクションの記号は以下の通り。斜体字は制作協力。
| （初参画順、共同制作・制作協力共通） - KT - 共同テレビジョン（共テレ） クレジットは、『孤独のグルメ』Season7までは「共同テレビジョン」、同Season8からは「共テレ」（ロゴ）。 - TP - テレパック - TU - テレビマンユニオン - WK - ザ・ワークス - AC - アベクカンパニー - IC - The icon - 5D - 5年D組 - FE - ファインエンターテイメント - HP - ホリプロ - D2 - 電通 - AM - アットムービー - CR - オフィスクレッシェンド - JF - ジャンゴフィルム | - KF - ケイファクトリー - LM - リトルモア - FM - フィルムメイカーズ - DM → SP - ドリマックス・テレビジョン → TBSスパークル（SPARKLE） - OP - オスカープロモーション - RE - Rockwell Eyes - SB - スタジオブルー - RF - 楽映舎 - LB - ラインバック - CA - セントラル・アーツ - SK - ソケット - NE - 西村映造 - OS - オフィス・シロウズ - SC - 松竹 - AX - 日テレアックスオン（AX-ON） - AP - AOI Pro. - MP - メディアプルポ - OH - オフィスアッシュ - AV - avex pictures - TS - 東北新社 - DW - ダーウィン - SDP - スターダストピクチャーズ |

### 2005年
| # | 放送期間            | 作品名 | 制作 | 原作          | 主演     |
| - | ------------------- | ------ | ---- | ------------- | -------- |
| 1 | 10月08日 - 12月24日 | 嬢王   | KT   | 倉科遼 紅林直 | 北川弘美 |

### 2006年
| # | 放送期間            | 作品名            | 制作 | 原作                    | 主演                              |
| - | ------------------- | ----------------- | ---- | ----------------------- | --------------------------------- |
| 2 | 01月14日 - 04月01日 | 2ndハウス         | TP   | 樫田正剛 七瀬あゆむ     | 長野博（20th Century） 磯山さやか |
| 3 | 04月15日 - 07月08日 | 下北GLORY DAYS    | KT   | 大谷じろう              | 一太郎                            |
| 4 | 07月15日 - 09月30日 | 怨み屋本舗        | TU   | 栗原正尚 「怨み屋本舗」 | 木下あゆ美                        |
| 5 | 10月14日 - 12月23日 | クピドの悪戯 虹玉 | KT   | 北崎拓                  | 北川弘美                          |

### 2007年
| # | 放送期間            | 作品名                           | 制作 | 原作                      | 主演               |
| - | ------------------- | -------------------------------- | ---- | ------------------------- | ------------------ |
| 6 | 01月13日 - 03月31日 | Xenos                            | TP   | 村生ミオ                  | 海東健             |
| 7 | 04月14日 - 06月30日 | エリートヤンキー三郎             | WK   | 阿部秀司                  | 石黒英雄           |
| 8 | 07月14日 - 09月29日 | BOYSエステ                       | AC   | 真崎総子                  | 中村蒼 杉本有美    |
| 9 | 10月06日 - 12月22日 | 死化粧師 エンバーマー 間宮心十郎 | IC   | 三原ミツカズ 「死化粧師」 | 和田正人（D-BOYS） |

### 2008年
| #  | 放送期間            | 作品名                         | 制作 | 原作                               | 主演           |
| -- | ------------------- | ------------------------------ | ---- | ---------------------------------- | -------------- |
| 10 | 01月12日 - 03月29日 | コスプレ幽霊 紅蓮女            | 5D   | 上甲宣之                           | 高部あい       |
| 11 | 04月12日 - 06月28日 | 秘書のカガミ                   | FE   | 堀戸けい                           | 安めぐみ       |
| 12 | 07月12日 - 09月27日 | ウォーキン☆バタフライ          | HP   | たまきちひろ 「Walkin' Butterfly」 | 中別府葵       |
| 13 | 10月11日 - 12月27日 | メン☆ドル 〜イケメンアイドル〜 | KT   |                                    | ノースリーブス |

### 2009年
| #  | 放送期間            | 作品名             | 制作  | 原作                | 主演                         |
| -- | ------------------- | ------------------ | ----- | ------------------- | ---------------------------- |
| 14 | 01月10日 - 03月28日 | セレぶり3          | D2 AM |                     | 浅見れいな 中村ゆり 野波麻帆 |
| 15 | 04月04日 - 06月27日 | 湯けむりスナイパー | CR    | ひじかた憂峰 松森正 | 遠藤憲一                     |
| 16 | 07月11日 - 09月26日 | 怨み屋本舗 REBOOT  | TU    | 栗原正尚            | 木下あゆ美                   |
| 17 | 10月03日 - 12月19日 | 嬢王 Virgin        | KT    | 倉科遼 紅林直       | 原幹恵                       |

### 2010年
| #  | 放送期間            | 作品名                    | 制作 | 原作             | 主演                  |
| -- | ------------------- | ------------------------- | ---- | ---------------- | --------------------- |
| 18 | 01月09日 - 03月27日 | マジすか学園              | D2   |                  | 前田敦子（当時AKB48） |
| 19 | 04月10日 - 07月10日 | トラブルマン              | KF   | 加藤成亮（NEWS） |                       |
| 20 | 07月17日 - 10月02日 | モテキ                    | CR   | 久保ミツロウ     | 森山未來              |
| 21 | 10月09日 - 12月25日 | 嬢王3 〜Special Edition〜 | KT   | 倉科遼 紅林直    | 原幹恵                |

### 2011年
| #  | 放送期間            | 作品名                   | 制作 | 原作                  | 主演     |
| -- | ------------------- | ------------------------ | ---- | --------------------- | -------- |
| 22 | 01月15日 - 04月09日 | URAKARA                  | TU   |                       | KARA     |
| 23 | 04月16日 - 07月02日 | マジすか学園2            | D2   | 前田敦子（当時AKB48） |          |
| 24 | 07月09日 - 09月24日 | 勇者ヨシヒコと魔王の城   | D2   | 山田孝之              |          |
| 25 | 10月08日 - 12月24日 | ここが噂のエル・パラシオ | WK   | あおやぎ孝夫          | 武田航平 |

### 2012年
| #  | 放送期間            | 作品名                                   | 制作 | 原作     | 主演                  |
| -- | ------------------- | ---------------------------------------- | ---- | -------- | --------------------- |
| 26 | 01月14日 - 04月07日 | 撮らないで下さい!!グラビアアイドル裏物語 | KT   |          |                       |
| 27 | 04月14日 - 06月30日 | クローバー                               | FE   | 平川哲弘 | 賀来賢人              |
| 28 | 07月14日 - 10月06日 | マジすか学園3                            | D2   |          | 島崎遥香（当時AKB48） |
| 29 | 10月13日 - 12月22日 | 勇者ヨシヒコと悪霊の鍵                   | D2   | 山田孝之 |                       |

### 2013年
| #  | 放送期間            | 作品名               | 制作  | 原作                                | 主演           |
| -- | ------------------- | -------------------- | ----- | ----------------------------------- | -------------- |
| 30 | 01月12日 - 03月30日 | まほろ駅前番外地     | LM FM | 三浦しをん 「まほろ駅前多田便利軒」 | 瑛太 松田龍平  |
| 31 | 04月13日 - 07月06日 | みんな!エスパーだよ! | D2 AM | 若杉公徳                            | 染谷将太       |
| 32 | 07月13日 - 09月28日 | リミット             | DM    | すえのぶけいこ                      | 桜庭ななみ     |
| 33 | 10月05日 - 12月21日 | 殺しの女王蜂         | OP    |                                     | モデルガールズ |

### 2014年
| #  | 放送期間            | 作品名                      | 制作 | 原作                      | 主演                     |
| -- | ------------------- | --------------------------- | ---- | ------------------------- | ------------------------ |
| 34 | 01月11日 - 03月29日 | なぞの転校生                | RE   | 眉村卓                    | 中村蒼 本郷奏多 桜井美南 |
| 35 | 04月19日 - 07月12日 | リバースエッジ 大川端探偵社 | CR   | ひじかた憂峰 たなか亜希夫 | オダギリジョー           |
| 36 | 07月19日 - 09月27日 | アオイホノオ                | D2   | 島本和彦                  | 柳楽優弥                 |
| 37 | 10月04日 - 12月20日 | 玉川区役所 OF THE DEAD      | SB   |                           | 林遣都                   |

### 2015年
| #  | 放送期間            | 作品名                  | 制作 | 原作                                 | 主演       |
| -- | ------------------- | ----------------------- | ---- | ------------------------------------ | ---------- |
| 38 | 01月10日 - 03月28日 | 怪奇恋愛作戦            | GE   |                                      | 麻生久美子 |
| 39 | 04月11日 - 06月27日 | 不便な便利屋            | IC   | 岡田将生                             |            |
| 40 | 07月11日 - 09月26日 | 初森ベマーズ            | RF   | 西野七瀬（当時乃木坂46）             |            |
| 41 | 10月03日 - 12月19日 | 孤独のグルメ（Season5） | KT   | 久住昌之 谷口ジロー 「孤独のグルメ」 | 松重豊     |

### 2016年
| #  | 放送期間            | 作品名                     | 制作 | 原作              | 主演       |
| -- | ------------------- | -------------------------- | ---- | ----------------- | ---------- |
| 42 | 01月16日 - 04月09日 | 東京センチメンタル         | HP   |                   | 吉田鋼太郎 |
| 43 | 04月16日 - 07月02日 | ナイトヒーロー NAOTO       | LB   | EXILE NAOTO       |            |
| 44 | 07月16日 - 09月24日 | 侠飯〜おとこめし〜         | CA   | 福澤徹三 「侠飯」 | 生瀬勝久   |
| 45 | 10月08日 - 12月24日 | 勇者ヨシヒコと導かれし七人 | D2   |                   | 山田孝之   |

### 2017年
| #  | 放送期間            | 作品名                                                                           | 制作 | 原作                | 主演                                              |
| -- | ------------------- | -------------------------------------------------------------------------------- | ---- | ------------------- | ------------------------------------------------- |
| 46 | 01月14日 - 04月01日 | バイプレイヤーズ 〜もしも6人の名脇役がシェアハウスで暮らしたら〜 （第1シリーズ） | DM   |                     | 遠藤憲一 大杉漣 田口トモロヲ 寺島進 松重豊 光石研 |
| 47 | 04月08日 - 07月01日 | 孤独のグルメ（Season6）                                                          | KT   | 久住昌之 谷口ジロー | 松重豊                                            |
| 48 | 07月22日 - 09月30日 | 下北沢ダイハード                                                                 | SK   |                     | 古田新太 小池栄子                                 |
| 49 | 10月14日 - 12月23日 | 新宿セブン                                                                       | KT   | 観月昴 奥道則       | 上田竜也（当時KAT-TUN）                           |

### 2018年
| #  | 放送期間            | 作品名                                             | 制作 | 原作                | 主演     |
| -- | ------------------- | -------------------------------------------------- | ---- | ------------------- | -------- |
| 50 | 01月13日 - 03月24日 | オー・マイ・ジャンプ! 〜少年ジャンプが地球を救う〜 | DM   |                     | 伊藤淳史 |
| 51 | 04月07日 - 06月30日 | 孤独のグルメ（Season7）                            | KT   | 久住昌之 谷口ジロー | 松重豊   |
| 52 | 07月14日 - 09月29日 | GIVER 復讐の贈与者                                 | NE   | 日野草              | 吉沢亮   |
| 53 | 10月13日 - 12月29日 | 忘却のサチコ                                       | HP   | 阿部潤              | 高畑充希 |

### 2019年
| #  | 放送期間            | 作品名                     | 制作 | 原作                             | 主演                |
| -- | ------------------- | -------------------------- | ---- | -------------------------------- | ------------------- |
| 54 | 01月12日 - 03月30日 | フルーツ宅配便             | OS   | 鈴木良雄                         | 濱田岳              |
| 55 | 04月6日 - 06月29日  | きのう何食べた?（season1） | SC   | よしながふみ 「きのう何食べた?」 | 西島秀俊 内野聖陽   |
| 56 | 07月13日 - 09月28日 | Iターン                    | AX   | 福澤徹三                         | ムロツヨシ 古田新太 |
| 57 | 10月05日 - 12月21日 | 孤独のグルメ（Season8）    | KT   | 久住昌之 谷口ジロー              | 松重豊              |

### 2020年
| #         | 放送期間                                               | 作品名                   | 制作 | 原作     | 主演              |
| --------- | ------------------------------------------------------ | ------------------------ | ---- | -------- | ----------------- |
| 58        | 01月11日 - 03月28日                                    | コタキ兄弟と四苦八苦     | AP   |          | 古舘寛治 滝藤賢一 |
| 59        | 04月11日 - 05月16日 / （放送中断） 08月22日 - 09月26日 | 浦安鉄筋家族             | MP   | 浜岡賢次 | 佐藤二朗          |
| 特 （60） | 07月25日 - 08月15日                                    | 40万キロかなたの恋       | SK   |          | 千葉雄大          |
| 60 （61） | 10月03日 - 12月19日                                    | あのコの夢を見たんです。 | SB   | 山里亮太 | 仲野太賀          |

### 2021年
| #         | 放送期間            | 作品名                                                   | 制作 | 原作                | 主演                                |
| --------- | ------------------- | -------------------------------------------------------- | ---- | ------------------- | ----------------------------------- |
| 61 （62） | 01月09日 - 03月27日 | バイプレイヤーズ 〜名脇役の森の100日間〜 （第3シリーズ） | SP   |                     | 遠藤憲一 田口トモロヲ 松重豊 光石研 |
| 62 （63） | 04月10日 - 06月26日 | 生きるとか死ぬとか父親とか                               | OH   | ジェーン・スー      | 吉田羊 國村隼                       |
| 63 （64） | 07月10日 - 09月25日 | 孤独のグルメ（Season9）                                  | KT   | 久住昌之 谷口ジロー | 松重豊                              |
| 64 （65） | 10月09日 - 12月25日 | スナック キズツキ                                        | HP   | 益田ミリ            | 原田知世                            |

### 2022年
| #         | 放送期間            | 作品名                   | 制作 | 原作                | 主演                       |
| --------- | ------------------- | ------------------------ | ---- | ------------------- | -------------------------- |
| 65 （66） | 01月08日 - 03月26日 | シジュウカラ             | WK   | 坂井恵理            | 山口紗弥加                 |
| 66 （67） | 04月09日 - 06月25日 | しろめし修行僧           | FE   |                     | 岡部大（ハナコ）           |
| 67 （68） | 07月09日 - 09月24日 | 雪女と蟹を食う           |      | Gino0808            | 重岡大毅（ジャニーズWEST） |
| 68 （69） | 10月08日 - 12月24日 | 孤独のグルメ（Season10） | KT   | 久住昌之 谷口ジロー | 松重豊                     |

### 2023年
| #         | 放送期間            | 作品名                     | 制作  | 原作         | 主演                      |
| --------- | ------------------- | -------------------------- | ----- | ------------ | ------------------------- |
| 69 （70） | 01月07日 - 03月25日 | 今夜すきやきだよ           | WK    | 谷口菜津子   | 蓮佛美沙子 トリンドル玲奈 |
| 70 （71） | 04月08日 - 06月24日 | シガテラ                   | JF    | 古谷実       | 醍醐虎汰朗                |
| 71 （72） | 07月08日 - 09月23日 | 初恋、ざらり               | TS RF | ざくざくろ   | 小野花梨 風間俊介         |
| 72 （73） | 10月07日 - 12月23日 | きのう何食べた?（season2） | AV    | よしながふみ | 西島秀俊 内野聖陽         |

### 2024年
| #         | 放送期間            | 作品名                           | 制作 | 原作                              | 主演     |
| --------- | ------------------- | -------------------------------- | ---- | --------------------------------- | -------- |
| 73 （74） | 01月06日 - 03月23日 | 闇バイト家族                     | IC   |                                   | 鈴鹿央士 |
| 74 （75） | 04月06日 - 06月22日 | 君が獣になる前に                 | IC   | さの隆                            | 北山宏光 |
| 75 （76） | 07月13日 - 09月28日 | 錦糸町パラダイス〜渋谷から一本〜 | DW   | 柄本時生（原案） 今井隆文（原案） | 賀来賢人 |
| 76 （77） | 10月05日 - 12月21日 | それぞれの孤独のグルメ           | KT   | 久住昌之 谷口ジロー               | 松重豊   |

### 2025年
| #         | 放送期間            | 作品名                                         | 制作 | 原作                      | 主演     |
| --------- | ------------------- | ---------------------------------------------- | ---- | ------------------------- | -------- |
| 77 （78） | 01月11日 - 03月29日 | 家政婦クロミは腐った家族を許さない             | TP   | きづきあきら+サトウナンキ | 関水渚   |
| 78 （79） | 04月05日 - 06月21日 | ディアマイベイビー〜私があなたを支配するまで〜 | IC   | MANGAmuse テレビ東京      | 松下由樹 |
| 79 （80） | 07月05日 - 09月20日 | 40までにしたい10のこと                         | SDP  | マミタ                    | 風間俊介 |

## ネット局

### 現在のネット局
※ 2024年10月現在。テレビ東京系列局は字幕放送と番組連動データ放送を実施。
| 放送対象地域   | 放送局                | 系列           | 放送日時                     | 遅れ       | 脚注                          |
| -------------- | --------------------- | -------------- | ---------------------------- | ---------- | ----------------------------- |
| 関東広域圏     | テレビ東京（TX）      | テレビ東京系列 | 土曜 0:12 - 0:52（金曜深夜） | 製作局     | 製作局                        |
| 北海道         | テレビ北海道（TVh）   | テレビ東京系列 | 土曜 0:12 - 0:52（金曜深夜） | 同時ネット |                               |
| 愛知県         | テレビ愛知（TVA）     | テレビ東京系列 | 土曜 0:12 - 0:52（金曜深夜） | 同時ネット |                               |
| 岡山県・香川県 | テレビせとうち（TSC） | テレビ東京系列 | 土曜 0:12 - 0:52（金曜深夜） | 同時ネット |                               |
| 福岡県         | TVQ九州放送（TVQ）    | テレビ東京系列 | 土曜 0:12 - 0:52（金曜深夜） | 同時ネット |                               |
| 大阪府         | テレビ大阪（TVO）     | テレビ東京系列 | 土曜 0:12 - 0:52（金曜深夜） | 同時ネット | [ 注 14 ] [ 注 15 ]           |
| 福島県         | 福島中央テレビ（FCT） | 日本テレビ系列 | 金曜 1:29 - 2:09（木曜深夜） | 遅れネット | [ 注 16 ]                     |
| 新潟県         | テレビ新潟（TeNY）    | 日本テレビ系列 | 日曜 0:55 - 1:35（土曜深夜） | 遅れネット | [ 注 17 ]                     |
| 石川県         | テレビ金沢（KTK)      | 日本テレビ系列 | 日曜 12:45 - 13:30           | 遅れネット |                               |
| 鳥取県・島根県 | 日本海テレビ（NKT）   | 日本テレビ系列 | 金曜 2:00 - 2:40（木曜深夜） | 遅れネット | [ 注 18 ] [ 注 19 ]           |
| 愛媛県         | 愛媛朝日テレビ（eat） | テレビ朝日系列 | 金曜 0:40 - 1:20（木曜深夜） | 遅れネット | [ 注 20 ]                     |
| 山形県         | テレビユー山形（TUY） | TBS系列        | 金曜 0:55 - 1:35（木曜深夜） | 遅れネット | [ 注 21 ] [ 注 22 ]           |
| 長野県         | 信越放送（SBC）       | TBS系列        | 金曜 0:43 - 1:23（木曜深夜） | 遅れネット | [ 注 23 ]                     |
| 静岡県         | 静岡放送（SBS）       | TBS系列        | 金曜 0:53 - 1:33（木曜深夜） | 遅れネット | [ 注 24 ]                     |
| 広島県         | 中国放送（RCC）       | TBS系列        | 土曜 0:45 - 1:25（金曜深夜） | 遅れネット | [ 注 26 ]                     |
| 秋田県         | 秋田テレビ（AKT）     | フジテレビ系列 | 木曜 0:55 - 1:35（水曜深夜） | 遅れネット | [ 注 27 ]                     |
| 三重県         | 三重テレビ（MTV）     | 独立局         | 火曜 22:15 - 23:00           | 遅れネット | [ 注 28 ]                     |
| 滋賀県         | びわ湖放送（BBC）     | 独立局         | 月曜 23:58 - 翌0:40          | 遅れネット | [ 注 22 ] [ 注 29 ] [ 注 30 ] |
| 奈良県         | 奈良テレビ（TVN）     | 独立局         | 土曜 0:30 - 1:05（金曜深夜） | 遅れネット | [ 注 22 ] [ 注 31 ]           |
| 和歌山県       | テレビ和歌山（WTV）   | 独立局         | 日曜 0:00 - 0:40（土曜深夜） | 遅れネット | [ 注 22 ] [ 注 30 ] [ 注 32 ] |
| 日本全国       | BSテレ東              | BSデジタル放送 | 月曜 0:00 - 0:35（日曜深夜） | 遅れネット | [ 注 19 ] [ 注 34 ] [ 注 35 ] |

### 過去のネット局
| 放送対象地域 | 放送局                    | 系列                                         | 備考                                                           | 脚注                          |
| ------------ | ------------------------- | -------------------------------------------- | -------------------------------------------------------------- | ----------------------------- |
| 秋田県       | 秋田放送（ABS）           | 日本テレビ系列                               |                                                                | [ 注 36 ]                     |
| 静岡県       | 静岡第一テレビ（SDT）     | 日本テレビ系列                               | 静岡放送へ放映権再移行。                                       | [ 注 37 ]                     |
| 広島県       | 広島テレビ（HTV）         | 日本テレビ系列                               |                                                                | [ 注 38 ] [ 注 39 ] [ 注 40 ] |
| 熊本県       | くまもと県民テレビ（kkt） | 日本テレビ系列                               |                                                                |                               |
| 鹿児島県     | 鹿児島読売テレビ（KYT）   | 日本テレビ系列                               | 鹿児島放送へ放映権移行。                                       |                               |
| 福井県       | 福井放送（FBC）           | 日本テレビ系列 テレビ朝日系列                |                                                                | [ 注 41 ]                     |
| 宮城県       | 東日本放送（KHB）         | テレビ朝日系列                               | 仙台放送へ放映権移行。                                         | [ 注 42 ]                     |
| 広島県       | 広島ホームテレビ（HOME）  | テレビ朝日系列                               | 2007年4月から2009年4月まで。 広島テレビへ放映権移行。          | [ 注 43 ]                     |
| 山口県       | 山口朝日放送（yab）       | テレビ朝日系列                               | テレビ山口へ放映権再移行。                                     | [ 注 44 ]                     |
| 大分県       | 大分朝日放送（OAB）       | テレビ朝日系列                               |                                                                | [ 注 45 ]                     |
| 鹿児島県     | 鹿児島放送（KKB）         | テレビ朝日系列                               |                                                                | [ 注 46 ]                     |
| 青森県       | 青森テレビ（ATV）         | TBS系列                                      |                                                                |                               |
| 岩手県       | IBC岩手放送（IBC）        | TBS系列                                      |                                                                |                               |
| 宮城県       | 東北放送（tbc）           | TBS系列                                      |                                                                | [ 注 47 ]                     |
| 山梨県       | テレビ山梨（UTY）         | TBS系列                                      |                                                                | [ 注 48 ]                     |
| 新潟県       | 新潟放送（BSN）           | TBS系列                                      | テレビ新潟へ放映権移行。                                       |                               |
| 富山県       | チューリップテレビ（TUT） | TBS系列                                      |                                                                | [ 注 49 ]                     |
| 石川県       | 北陸放送（MRO）           | TBS系列                                      | 孤独のグルメはテレビ金沢で放送、のちにテレビ金沢へ放映権移行。 | [ 注 34 ] [ 注 50 ] [ 注 51 ] |
| 山口県       | テレビ山口（tys）         | TBS系列                                      |                                                                | [ 注 52 ]                     |
| 愛媛県       | あいテレビ（itv）         | TBS系列                                      |                                                                | [ 注 53 ]                     |
| 高知県       | テレビ高知（KUTV）        | TBS系列                                      | 2006年9月まで。                                                |                               |
| 長崎県       | 長崎放送（NBC）           | TBS系列                                      |                                                                |                               |
| 熊本県       | 熊本放送（RKK）           | TBS系列                                      |                                                                | [ 注 54 ]                     |
| 大分県       | 大分放送（OBS）           | TBS系列                                      |                                                                | [ 注 55 ]                     |
| 宮崎県       | 宮崎放送（mrt）           | TBS系列                                      |                                                                | [ 注 56 ]                     |
| 沖縄県       | 琉球放送（RBC）           | TBS系列                                      |                                                                | [ 注 57 ]                     |
| 岩手県       | 岩手めんこいテレビ（mit） | フジテレビ系列                               |                                                                | [ 注 54 ]                     |
| 宮城県       | 仙台放送（OX）            | フジテレビ系列                               | 2019年3月まで。                                                | [ 注 58 ]                     |
| 愛媛県       | テレビ愛媛（EBC）         | フジテレビ系列                               |                                                                | [ 注 59 ]                     |
| 鹿児島県     | 鹿児島テレビ（KTS）       | フジテレビ系列                               |                                                                | [ 注 60 ]                     |
| 宮崎県       | テレビ宮崎（UMK）         | フジテレビ系列 日本テレビ系列 テレビ朝日系列 | 宮崎放送へ放映権移行。                                         | [ 注 61 ]                     |
| 岐阜県       | 岐阜放送（GBS）           | 独立局                                       |                                                                | [ 注 62 ]                     |